# Jegorlykskaja
Jegorlykskaja (russisch Егорлы́кская) ist eine Staniza in der Oblast Rostow (Russland) mit 17.660 Einwohnern (Stand 14. Oktober 2010).

## Geographie
Die Ortschaft liegt im nordwestlichen Kaukasusvorland, etwa 100 Kilometer Luftlinie südöstlich des Oblastverwaltungszentrums Rostow am Don am Flüsschen Jegorlytschok (nicht zu verwechseln mit dem Jegorlyk) im Einzugsgebiet der Jeja.
Jegorlykskaja ist Verwaltungszentrum des gleichnamigen Rajons Jegorlykskaja sowie einer Landgemeinde, zu der neben der Staniza noch die neun umliegenden Dörfer und Weiler Balabanow, Isobilny, Jutin, Koslowa Balka, Progress, Repjachowka, Rjasnoi, Serkalny und Taganrogski mit zusammen knapp 2500 Einwohnern gehören. Jegorlykskaja ist die bevölkerungsreichste Staniza der Oblast Rostow.

## Geschichte
Die Staniza entstand ab 1809, als auf Veranlassung des Atamans Matwei Platow und Anordnung der Regierung des Russischen Reiches Donkosaken aus den Gebieten nördlich des Don in das faktisch unbewohnte Gebiet entlang der Militärroute von Bataisk zum Fluss Jegorlyk und weiter in den nördlichen Kaukasus umgesiedelt wurden.
1916 erhielt die Staniza Eisenbahnanschluss, am 18. Januar 1935 wurde sie im Rahmen einer Verwaltungsreform Zentrum eines Rajons.

### Bevölkerungsentwicklung
| Jahr | Einwohner |
| ---- | --------- |
| 1897 | 5.154     |
| 1915 | 8.989     |
| 1939 | 7.264     |
| 1959 | 9.568     |
| 1970 | 12.068    |
| 1979 | 13.660    |
| 1989 | 15.805    |
| 2002 | 18.005    |
| 2010 | 17.660    |

Anmerkung:: außer 1915 Volkszählungsdaten

## Wirtschaft und Infrastruktur
In Jegorlykskaja als Zentrum eines Landwirtschaftsgebietes mit überwiegendem Anbau von Getreide, Ölfrüchten und Gemüse sowie Rinderhaltung gibt es Betriebe der Lebensmittelindustrie sowie der Bauwirtschaft.
Die Staniza liegt an der Eisenbahnstrecke Bataisk – Salsk (Stationsname Ataman; Streckenkilometer 106) sowie der Regionalstraße R269, die Bataisk bei Rostow mit Stawropol verbindet. Bei Jegorlykskaja zweigt von dieser die R270 nach Salsk ab.

## Söhne und Töchter des Ortes
- Fjodor Tokarew (1871–1968), Waffenkonstrukteur
- Ruslan Daschko (* 1996), Handballspieler